# Чербара, Джузеппе

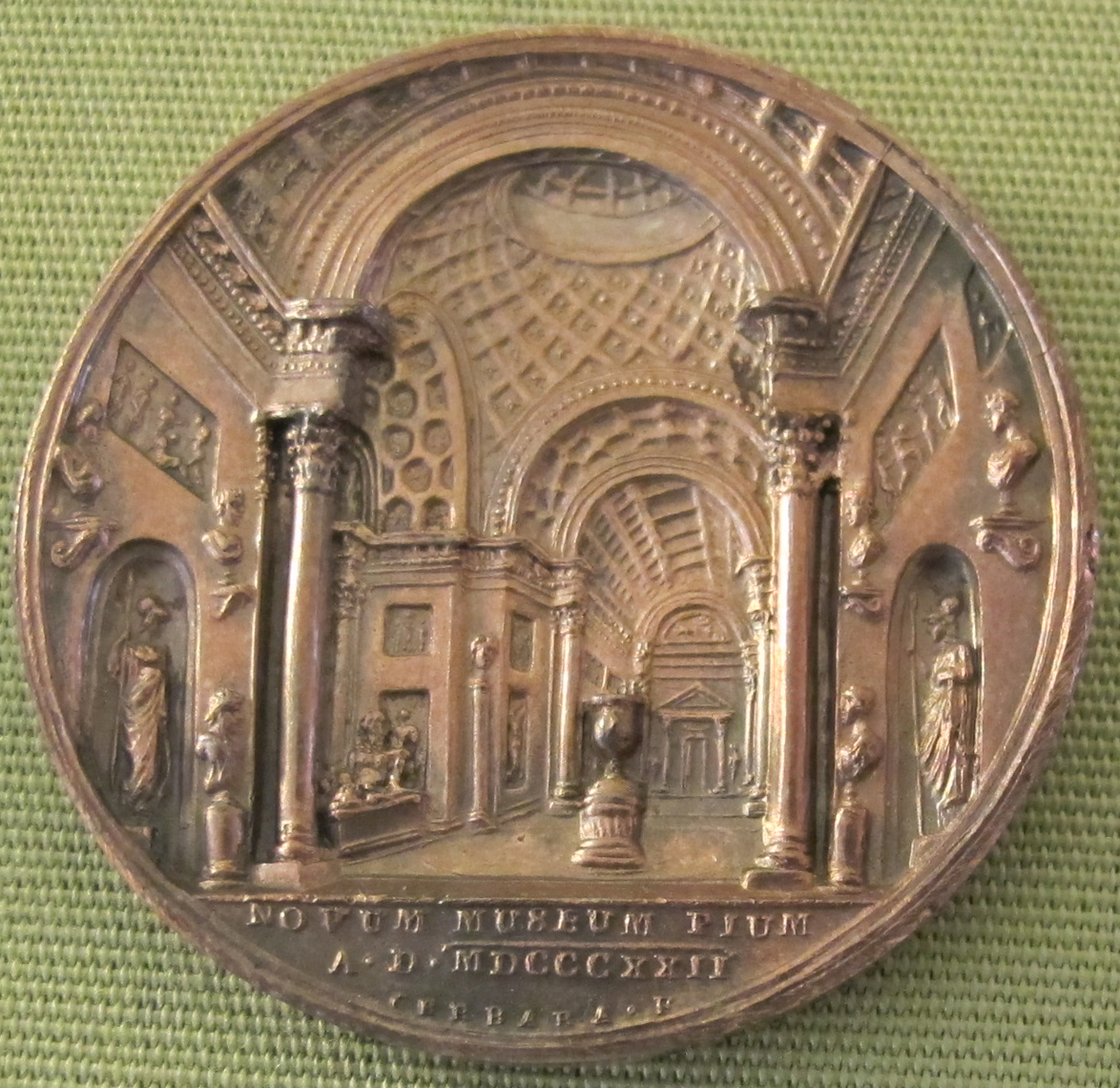
Медаль в честь открытия Braccio Nuovo, 1822 год. подпись — «CERBARA.F»

Джузеппе Чербара (итал. Giuseppe Cerbara, 15 июля 1770, Рим — 6 апреля 1856, Рим) — итальянский медальер и резчик монетных штемпелей, брат медальера Николо Чербара.
Работал на папском монетном дворе в Риме при папах Льве XII и Пие VIII. С 1812 года — член Академии Святого Луки.
Создал ряд монетных штемпелей папских монет (полцехина Льва XII и др.), а также медалей в честь различных событий (сооружения Катилусского туннеля, возвращения в Ватикан увезённых в Париж статуй и др.).
Свои работы подписывал полным именем или инициалами «G.C».